# Aleksandr Aleksandrovič Kopylov
Aleksandr Aleksandrovič Kopylov (in russo Александр Александрович Копылов?; 14 luglio 1854 – 20 febbraio 1911) è stato un violinista e compositore russo.

## Biografia
Non riuscì ad ottenere l'ingresso nei maggiori conservatori di Russia, ma studiò composizione privatamente con Nikolaj Rimskij-Korsakov e Anatolij Ljadov, dopo aver studiato per molti anni come corista e violinista al Coro Imperiale di Corte che era strutturato sul più famoso organismo di Vienna, oggi noto come I piccoli cantori di Vienna. Kopylov insegnò, per gran parte della sua vita, al Coro di Corte. Nel corso della sua attività si conquistò una reputazione di sinfonista, e compositore di canzoni, ma attraverso la sua amicizia con Rimskij-Korsakov si interessò alla musica da camera, scrivendo quattro quartetti d'archi. Di essi Wilhelm Altmann, lo studioso di musica da camera e critico, scrisse nel suo Handbuch für Streichquartettspieler: "I quattro quartetti per archi di Kopylov son scritti con attenzione e mostrano una assoluta ed eccezionale padronanza del corretto stile del quartetto. Egli dà a tutti gli strumenti, reciprocamente, ricche parti da eseguire, alternandole in modo squisito. La sua eccellenza è particolarmente forte nei temi spumeggianti. Egli è in grado di coniugare la bellezza della forma con idee efficaci di ottime armonie e ritmi".
Una sinfonia in do minore (op. 14) e una Ouverture concerto, (op. 31) sono stati registrati, così come i suoi contributi ad alcuni dei concerti Les Vendredis  di Mitrofan Petrovič Beljaev. Una copia del suo Quartetto per archi n. 2 in fa, (op. 23) pubblicato da Beljaev nel 1894, ed ora conservato nella biblioteca della Cornell University, ha notazioni a margine della parte del primo violino realizzata da Eugène Ysaÿe.